# Selivanove, Ustînivka
Selivanove (în ucraineană Селіванове) este un sat în comuna Sednivka din raionul Ustînivka, regiunea Kirovohrad, Ucraina.

## Demografie
Componența lingvistică a localității Selivanove
     Ucraineană (65,45%)
     Română (3,64%)
     Rusă (1,82%)
Conform recensământului din 2001, majoritatea populației localității Selivanove era vorbitoare de ucraineană (65,45%), existând în minoritate și vorbitori de armeană (9,09%), română (3,64%) și rusă (1,82%).